# YVP Music
YVP Music is een Duits platenlabel voor jazz. Het label werd in 1984 opgericht door de uitgever en producer York v. Prittwitz. Het concentreert zich vooral op Europese musici en jonge artiesten. Het heeft twee sublabels, DEMON Records en ART-PUR (voor hedendaagse jazz). Het label heeft sinds zijn oprichting zo'n 180 eigen producties uitgebracht (2011). Daarnaast distribueert YVP Music het Italiaanse label Splasc(h). Musici die door YVP werden uitgebracht zijn onder meer Enrico Pieranunzi (twaalf albums), Gijs Hendriks, Rick Hollander, Klaus Wagenleiter, Martin Schrack, Hans-Peter Salentin, Rainer Pusch (o.m. met Horace Parlan), Maurice Magnoni, Joe Kienemann, Riccardo Fassi, Francesco D'Errico en Carlos Actis Dato.